# Pegagan Julu X
Pegagan Julu X is een bestuurslaag in het regentschap Dairi van de provincie Noord-Sumatra, Indonesië. Pegagan Julu X telt 1430 inwoners (volkstelling 2010).